# جيمس ستانتون
جيمس ستانتون (بالإنجليزية: James Stanton)‏ هو لاعب كرة الماء أسترالي، ولد في 21 يوليو 1983 في مودجي في أستراليا.

## وصلات خارجية
- جيمس ستانتون على موقع الاتحاد الدولي للسباحة (الإنجليزية)
- جيمس ستانتون على موقع اللجنة الأولمبية الدولية (الإنجليزية)
- جيمس ستانتون على موقع أوليمبيديا (الإنجليزية)
- جيمس ستانتون على موقع اللجنة الأولمبية الأسترالية (الإنجليزية)